# Laelirhynchos
× Laelirhynchos,  es un híbrido intergenérico entre los géneros de orquídeas Laelia × Rhyncholaelia. Fue publicado en Orchid Rev. 111(1254, Suppl.): 95 (2003).